# Боливар Пенинсула (Тексас)
Боливар Пенинсула (енгл. Bolivar Peninsula) насељено је место без административног статуса у америчкој савезној држави Тексас.

## Демографија
По попису из 2010. године број становника је 2.417, што је 1.436 (-37,3%) становника мање него 2000. године.
| Група             | 2000.         | 2010.         |
| Белци             | 3.470 (90,1%) | 1.962 (81,2%) |
| Афроамериканци    | 18 (0,5%)     | 18 (0,7%)     |
| Азијати           | 22 (0,6%)     | 19 (0,8%)     |
| Хиспаноамериканци | 268 (7,0%)    | 353 (14,6%)   |
| Укупно            | 3.853         | 2.417         |